# معهد بحوث الطاقة الذرية
معهد بحوث الطاقة الذرية هو معهد تابع لمدينة الملك عبد العزيز للعلوم والتقنية في المملكة العربية السعودية في الرياض، يهدف المعهد لتسخير وتطوير التقنية النووية لخدمة التنمية الزراعية والصناعية والصحية والبحثية والاقتصادية والأمنية والوقائية في السعودية مع مراعاة حماية الإنسان والبيئة من أخطار الإشعاعات المؤينة. تأسس كإدارة للطاقة الذرية في السعودية عام 1979م وتغير اسمه إلى معهد بحوث الطاقة الذرية عام 1408هـ

## اختصاصات المعهد
يختص المعهد بعدة مهام مراد تنفيذها وهي:
- وضع الإطار التنظيمي لأهداف واستراتيجية بحوث وتطبيقات التقنية النووية بمشاركة الجهات المعنية في المملكة العربية السعودية.
- حماية الإنسان والبيئة في المملكة من أخطار الأشعة المؤينة.
- القيام بالبحوث في مجال التقنية النووية ومراجعة نتائجها للتعرف على مدى تحقيقها للأهداف الموضوعة والتركيز على البحوث ذات الطابع التطبيقي ووضع الخطط اللازمة لذلك والتنسيق في ذلك مع معاهد البحوث ذات العلاقة في المدينة ومراكز البحوث خارجها.
- حصر احتياجات المملكة من المتخصصين في مجال التقنية النووية.
- رفع المستوى المعرفي للمواطنين فيما يتعلق بالتقنية النووية، ونشر المقالات التثقيفية عن الطاقة الذرية والمساهمة في مجال الإعلام العلمي بالتنسيق مع الإدارة العامة للتوعية العلمية والنشر.
- استقطاب الكفاءات والكوادر العلمية المتخصصة للعمل بالمعهد .
- التنسيق مع المنظمات الدولية والهيئات العربية في مجالات التقنية النووية .
- تقديم الاستشارات الفنية والعلمية للجهات الأخرى في المجالات التي تقع ضمن اهتمامات المعهد .
- توفير البيئة البحثية المناسبة للباحثين في مجالات الطاقة الذرية التي تقع ضمن اهتمامات المعهد .
- اقتراح البرامج لتطوير القوى البشرية وأساليب العمل بالمعهد بالتنسيق مع إدارة التطوير الإداري.
- اقتراح تنظيم الأنشطة العلمية التي تدخل ضمن اختصاص المعهد بالتنسيق مع الإدارات المختصة.
- رفع تقارير دورية عن أنشطة المعهد.
- رفع مشروع الميزانية السنوية للمعهد.